# Ptolemaida
Ptolemaida (řecky Πτολεμαΐδα) je město v Řecku. Má 32 000 obyvatel (37 000 včetně předměstí) a je střediskem obce Eordea v Západní Makedonii. Od krajského města Kozani leží 28 km severním směrem a je obklopeno horami, z nichž nejvyšší je Askio (2111 m n. m.). Má kontinentální podnebí s drsnými zimami, v lednu 1963 zde byla naměřena historicky nejnižší teplota na řeckém území –29,6 °C.
Historie zdejšího osídlení sahá do 6. tisíciletí př. n. l.. Za osmanské nadvlády se zde nacházela pastevecká vesnice Kayılar, pojmenovaná podle turkického kmene Kayı. V roce 1912 se sídlo stalo součástí řeckého státu a změnilo název na Kailaria. Po řecko-turecké válce bylo turecké obyvatelstvo vyhnáno a nahradili je Pontští Řekové. V roce 1927 dostala vesnice nový název Ptolemaida podle makedonského diadocha Ptolemaia I. Sótéra, který má na náměstí pomník. V roce 1942 obdržela Ptolemaida městská práva. Město je střediskem těžby hnědého uhlí, nacházejí se v něm čtyři tepelné elektrárny a pátá je ve výstavbě.
Sídlí zde fotbalový klub Eordaikos 2007 FC.

## Partnerská města
- Enkomi
- Most
- Orel